# Бристол (Род-Айленд)
Бристол (англ. Bristol) — город и морской порт в штате Род-Айленд (США). Административный центр одноимённого округа. В 2020 году в городе проживали 22 493 человека.
Бристол является пригородом Провиденса. Основные отрасли промышленности города — судостроение (парусники и яхты), производство пластмасс, текстиля, машинного оборудования и резиновых изделий.

## Географическое положение
Город расположен на востоке штата Род-Айленд на полуострове. С западной стороны от города — залив Наррагансетт, на востоке — залив Маунт-Хоуп. Площадь — 53,4 км², из которых 26,2 км² — суша, а 27,2 км² — вода.

## История
Территория города была присоеденена к Плимутской колонии в 1676 году, незадолго до окончания войны короля Филиппа. Бристол был инкорпорирован в 1681 году и назван в честь города в Англии. Город находился под юрисдикцией Массачусетса до 1746 года, затем он был перешёл к Род-Айленду. Во время американской революции Бристол был атакован британцами и частично разрушен 7 октября 1775 года и 25 мая 1778 года.
Бристолская гавань была активный центром торговли ромом, хлопком, патокой и рабами в XVIII веке. В городе располагалась стрелковая компания Бернсайд, основанная в 1853 году Эмброузом Бернсайдом и позже вошедшая в компанию Herreshoff.

## Население
| Год переписи | Нас.  |  | %±    |
| ------------ | ----- |  | ----- |
| 1800         | 1678  |  | —     |
| 1810         | 2698  |  | 60,8% |
| 1820         | 3197  |  | 18,5% |
| 1830         | 3084  |  | −3,5% |
| 1840         | 3490  |  | 13,2% |
| 1850         | 4616  |  | 32,3% |
| 1860         | 5271  |  | 14,2% |
| 1870         | 5302  |  | 0,6%  |
| 1880         | 6028  |  | 13,7% |
| 1890         | 5478  |  | −9,1% |
| 1900         | 6901  |  | 26%   |
| 1910         | 8565  |  | 24,1% |
| 1920         | 11375 |  | 32,8% |
| 1930         | 11953 |  | 5,1%  |
| 1940         | 11159 |  | −6,6% |
| 1950         | 12320 |  | 10,4% |
| 1960         | 14570 |  | 18,3% |
| 1970         | 17860 |  | 22,6% |
| 1980         | 20128 |  | 12,7% |
| 1990         | 21625 |  | 7,4%  |
| 2000         | 22469 |  | 3,9%  |
| 2010         | 22954 |  | 2,2%  |
| 2020         | 22493 |  | −2%   |

В 2020 году в городе проживало 22 493 человека, насчитывалось 9629 домашних хозяйств. Население Бристола по возрастному диапазону распределилось следующим образом: 14,0 % — жители младше 18 лет, 65,7 % — от 18 до 65 лет и 20,3 % — в возрасте 65 лет и старше. Медианный возраст — 43,5 лет. Расовый состав: белые — 91,2 % и представители двух и более рас — 4,6 %. Высшее образование имели 41,0 %.
В 2020 году медианный доход на домашнее хозяйство оценивался в 80 727 $, на семью — 115 740 $. 6,4 % от всей численности населения находилось на момент переписи за чертой бедности. 64,9 % работали в частных компаниях, 5,1 % — самозанятые, 12,4 % были сотрудниками частных некоммерческих организаций, 11,7 % были государственными служащими, 5,9 % были самозанятыми в собственном незарегистрированном бизнесе или домашнем хозяйстве.